# Trevor Edwards
Trevor Edwards (Rhondda, Gales; 24 de enero de 1937-Queensland, Australia; 30 de mayo de 2024) fue un futbolista galés nacionalizado australiano que jugó en la posición de defensa.

## Carrera

### Club
| Periodo   | Club                 |
| --------- | -------------------- |
| 1956-1960 | Charlton Athletic FC |
| 1960-1964 | Cardiff City FC      |
| 1964-1968 | Sydney Hakoah        |
| 1969      | Melita Eagles        |
| 1970-1972 | Marconi Stallions FC |

### Selección nacional
Jugó para Gales en dos ocasiones en 1958 y participó en la Copa Mundial de Fútbol de 1958. A nivel menor jugó para la selección sub23 en dos ocasiones en 1957.
También jugó para Australia en una ocasión en 1970 luego de obtener la ciudadanía.

## Logros
- Copa de Gales (1): 1963/64
- Copa de Australia (2): 1965, 1968
- National Premier Leagues NSW (1): 1972[4]